# Ligne Siegfried

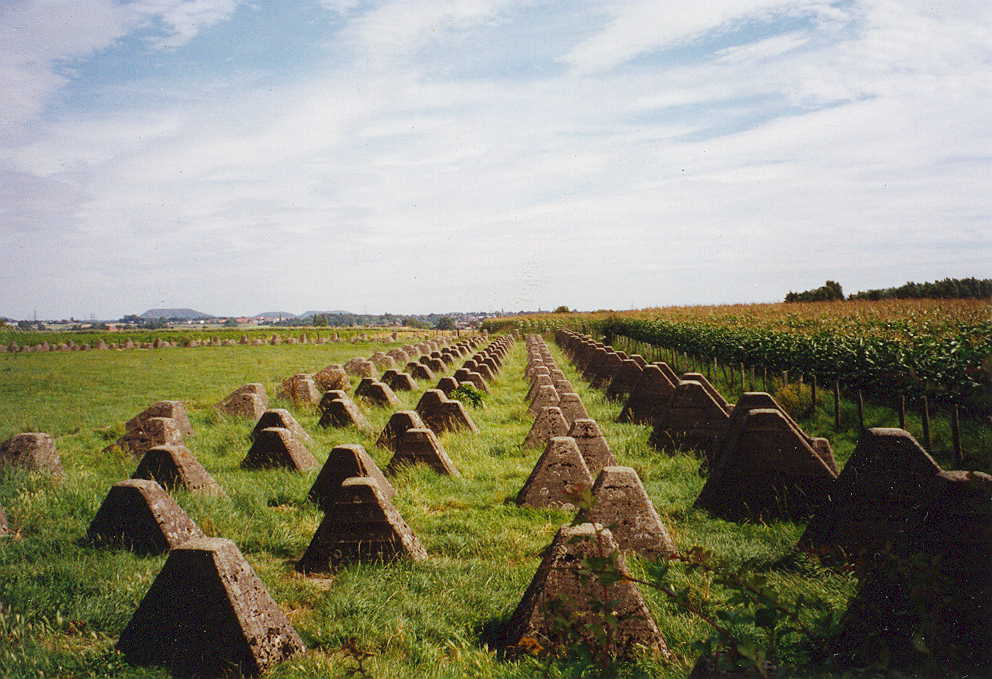
Dents de dragon anti-chars de la ligne Siegfried, près d'Aix-la-Chapelle, aujourd'hui.

La ligne Siegfried d'origine (en allemand : Siegfried-Stellung) est l'une des zones de la ligne Hindenburg construite par l'Allemagne en 1916 et 1917, pendant la Première Guerre mondiale. Cependant, en français, le terme de « ligne Siegfried » se rapporte plus couramment à la ligne de défense similaire de la Seconde Guerre mondiale, construite dans les années 1930 en face de la ligne Maginot. Cette seconde ligne de défense était appelée Westwall par les Allemands.

## Histoire

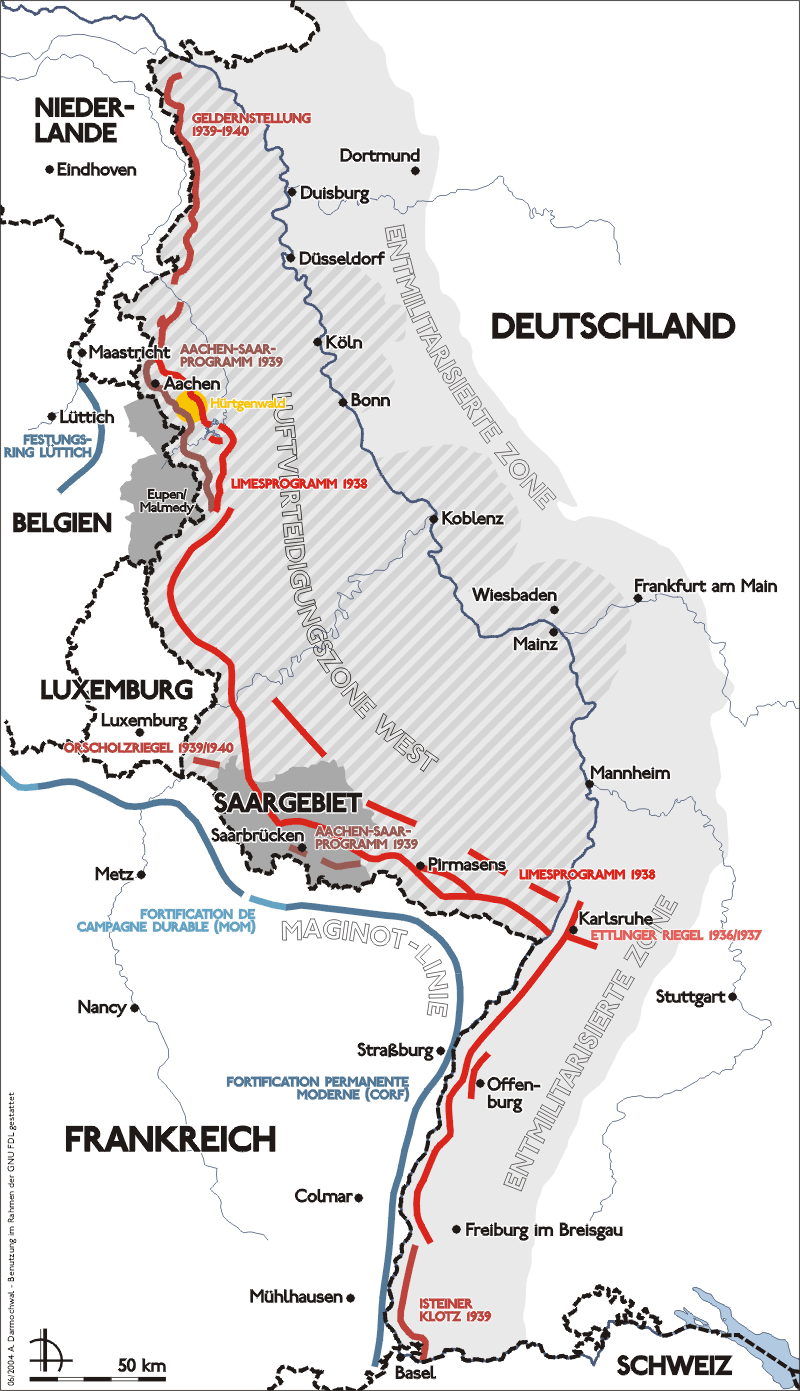
Carte de la ligne Siegfried.

La ligne Siegfried, ou Westwall, est un système de défense qui s'étend sur plus de 630 km, comportant près de 22 000 bunkers, des tunnels et des dents de dragon. Elle s'étire de Clèves à la frontière néerlandaise jusqu'à Weil am Rhein à la frontière suisse, le long de la frontière occidentale de l'ancien Empire allemand. Cette construction a lieu après la remilitarisation de la Rhénanie et viole une fois de plus le traité de Versailles et les accords de Locarno. Adolf Hitler planifie cette ligne en 1936 sur les travaux de Fritz Todt et la fait construire entre 1938 et 1940. 
En fait, le Westwall regroupe plusieurs lignes de défense. De simples et légers bunkers au début (s'opposant aux bunkers massifs de la ligne Maginot, construits à l'unité), les ouvrages deviennent de plus en plus imposants au gré des ordres d'Hitler. Les plans de construction d'ouvrages standardisés, appelés Regelbau, comprennent entre autres des séries 100 (42 modèles) et 500 (19 modèles) constituées principalement d'emplacements de combat pour artillerie légère et d'abris pour troupe.
Après la bataille de France de mai-juin 1940 et l'occupation de la Belgique, du Luxembourg, des Pays-Bas et de la moitié nord de la France, la nécessité du Westwall passa au second plan, les frontières du Reich n'étant plus les mêmes. Lors de l'édification du mur de l'Atlantique, de nombreux blindages (portes, créneaux, plaques, etc.) furent démontés pour être installés sur ces nouvelles fortifications (avec le Südwall à partir de 1943). Cependant, après le débarquement en Normandie (6 juin 1944), Hitler fit dans la hâte appel à la Hitlerjugend pour la remettre en état et construire de nouveaux bunkers en prévision de l'approche des armées alliées vers les frontières du Reich (septembre 1944).

## Chansons

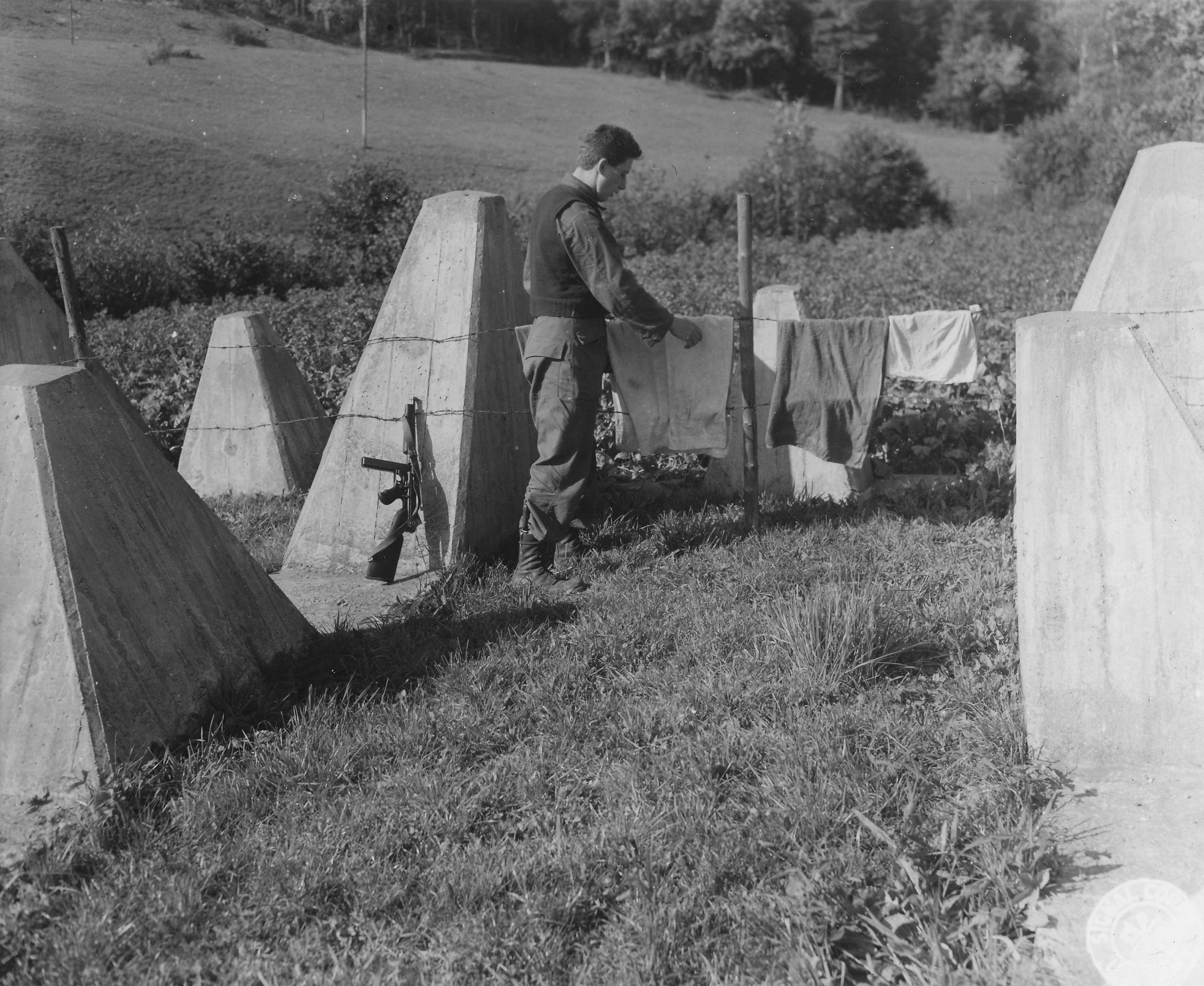
Photographie américaine de septembre 1944

On ira pendre notre linge sur la ligne Siegfried (We're Going to Hang out the Washing on the Siegfried Line) est une chanson emblématique du début de la « drôle de guerre », à la fin de 1939. Jimmy Kennedy et Michael Carr créèrent la mélodie et la chanson en imitant, par dérision, le rythme très scandé de la musique militaire allemande accompagnant les défilés des troupes marchant au pas de l'oie. Paul Misraki créa les paroles françaises et Ray Ventura et ses « Collégiens » firent de cette chanson un arrangement très connu. Le succès fut immédiat et les soldats britanniques et français chantaient joyeusement cette chanson en montant au front.
The Siegfried line est également une chanson plus récente de Billy Joel (album My Lives).